# Vatra
Vatra (ryska: Ватра, Гидигич) är en ort i Moldavien.   Den ligger i distriktet Municipiul Chişinău, i den centrala delen av landet. Vatra ligger 67 meter över havet och antalet invånare är 3 800.
Trakten runt Vatra består till största delen av jordbruksmark och andra samhällen. Norr om orten finns en sjö.